# Campeonato Carioca de Voleibol Masculino de 1985
Campeonato Carioca Masculino de Voleibol de 1985 foi disputado em dois turnos. O primeiro turno foi vencido pelo Bradesco. Já o segundo, foi vencido pelo Supergasbrás, que derrotou o Bradesco por 3 x 0, no dia 18 de maio, com parciais de 15/7, 15/2 e 15/9, em jogo realizado no Ginásio do América.
Na final, o Bradesco derrotou o Supergasbrás e sagrou-se campeão.